# Städtische Verbindungsbahn Frankfurt am Main
| Schienenbus auf der Verbindungsbahn am Eisernen Steg |                      |                                            |                                            |
| Verlauf der Verbindungsbahn |                      |                                            |                                            |
| Streckennummer (DB): | 3626                 |                                            |                                            |
| Kursbuchstrecke (DB): | -                    |                                            |                                            |
| Streckenlänge: | 7,9 km               |                                            |                                            |
| Spurweite: | 1435 mm (Normalspur) |                                            |                                            |
| |                      |                                            |                                            |
| \| \| \| Main-Lahn-Bahn von Frankfurt-Höchst \| \| \| \| \| Frankfurt-Griesheim \| \| \| \| \| nach Frankfurt Außenbahnhof \| \| \| \| \| Main-Lahn-Bahn nach Frankfurt Hbf \| \| \| \| -1,25 \| \| \| \| \| \| nach Frankfurt-Niederrad \| \| \| \| \| Europabrücke, A 5 \| \| \| \| \| Frankfurt (Main) Abstellbahnhof \| \| \| \| \| Strecke Niederrad–Griesheim \| \| \| \| \| Strecke Niederrad–Außenbahnhof \| \| \| \| \| Flughafenschleife Frankfurt \| \| \| \| \| Mainbahn, zur Riedbahn \| \| \| \| \| Strecke Niederrad–Gutleuthof \| \| \| \| 0,01 \| Grenze DB/HFM \| Grenze DB/HFM \| \| \| \| nach Frankfurt Hbf \| \| \| \| \| zum Flusshafen Gutleuthof \| \| \| \| \| Frankfurt-Griesheim Übergabebf \| \| \| \| \| Bahnstrecke Frankfurt am Main–Heidelberg \| \| \| \| \| Frankfurt-Bebraer-Bahn \| \| \| \| \| Gutleutstraße \| \| \| \| \| vom Westhafen und Kraftwerk \| \| \| \| \| Verlauf innerhalb der Speicherstraße \| \| \| \| \| Friedensbrücke, B 44 \| \| \| \| \| Holbeinsteg \| \| \| \| \| Untermainbrücke \| \| \| \| \| U-Bahn-Tunnel A-Strecke ~ \| \| \| \| \| Eiserner Steg (für Museumszüge) \| \| \| \| \| Fahrtor \| \| \| \| \| Alte Brücke \| \| \| \| \| Ignatz-Bubis-Brücke, B 3 \| \| \| \| \| Flößerbrücke, B 3 \| \| \| \| \| City-Tunnel Frankfurt ~ , \| \| \| \| \| Neutrassierung (links) \| \| \| \| \| Großmarkthalle \| \| \| \| \| Europäische Zentralbank \| \| \| \| \| Deutschherrnbrücke, Frankfurt-Hanauer-Bahn \| \| \| \| \| Honsellbrücke \| \| \| \| \| Intzestraße \| \| \| \| \| Hist. Eisenbahn Ffm/Riederhöfe \| \| \| \| \| \| \| \| \| \| Ratswegkreisel, A 661, B 8/B 40 \| \| \| \| \| von Osthafen 1 – Unterhafen \| \| \| \| \| \| \| \| \| \| von Frankfurt (Main) Ost Umschlagbahnhof \| \| \| \| \| Lahmeyerbrücke (heute Fußgängerbrücke) \| \| \| \| \| Bahnhof Osthafen \| \| \| \| \| ehem. Industriebahn Seckbach \| \| \| \| \| von Osthafen 2 – Oberhafen \| \| \| \| \| \| \| \| Quellen: [1][2] \| \| \| \| |                      |                                            |                                            |
| Strecke |                      | Main-Lahn-Bahn von Frankfurt-Höchst        | Main-Lahn-Bahn von Frankfurt-Höchst        |
| Bahnhof |                      | Frankfurt-Griesheim                        | Frankfurt-Griesheim                        |
| Abzweig geradeaus und nach links |                      | nach Frankfurt Außenbahnhof                | nach Frankfurt Außenbahnhof                |
| Abzweig geradeaus und nach links |                      | Main-Lahn-Bahn nach Frankfurt Hbf          | Main-Lahn-Bahn nach Frankfurt Hbf          |
| Strecke von links · Abzweig geradeaus und nach rechts | -1,25                |                                            |                                            |
| Strecke · Abzweig geradeaus und nach links |                      | nach Frankfurt-Niederrad                   | nach Frankfurt-Niederrad                   |
| Strecke mit Straßenbrücke Streckenanfang · Strecke mit Straßenbrücke Streckenende |                      | Europabrücke, A 5                          | Europabrücke, A 5                          |
| Dienststation / Betriebs- oder Güterbahnhof · Dienststation / Betriebs- oder Güterbahnhof |                      | Frankfurt (Main) Abstellbahnhof            | Frankfurt (Main) Abstellbahnhof            |
| Kreuzung links · Kreuzung rechts |                      | Strecke Niederrad–Griesheim                | Strecke Niederrad–Griesheim                |
| Kreuzung links · Kreuzung rechts |                      | Strecke Niederrad–Außenbahnhof             | Strecke Niederrad–Außenbahnhof             |
| Kreuzung links · Kreuzung rechts |                      | Flughafenschleife Frankfurt                | Flughafenschleife Frankfurt                |
| Kreuzung links · Kreuzung rechts |                      | Mainbahn, zur Riedbahn                     | Mainbahn, zur Riedbahn                     |
| Kreuzung links · Kreuzung rechts |                      | Strecke Niederrad–Gutleuthof               | Strecke Niederrad–Gutleuthof               |
| Grenze · Strecke | 0,01                 | Grenze DB/HFM                              | Grenze DB/HFM                              |
| Verschwenkung von rechts · Strecke nach links und von halbrechts |                      | nach Frankfurt Hbf                         | nach Frankfurt Hbf                         |
| Abzweig geradeaus und nach rechts |                      | zum Flusshafen Gutleuthof                  | zum Flusshafen Gutleuthof                  |
| Dienststation / Betriebs- oder Güterbahnhof |                      | Frankfurt-Griesheim Übergabebf             | Frankfurt-Griesheim Übergabebf             |
| Kreuzung geradeaus unten |                      | Bahnstrecke Frankfurt am Main–Heidelberg   | Bahnstrecke Frankfurt am Main–Heidelberg   |
| Kreuzung geradeaus unten |                      | Frankfurt-Bebraer-Bahn                     | Frankfurt-Bebraer-Bahn                     |
| Bahnübergang |                      | Gutleutstraße                              | Gutleutstraße                              |
| Abzweig geradeaus und von rechts |                      | vom Westhafen und Kraftwerk                | vom Westhafen und Kraftwerk                |
| Bahnübergang |                      | Verlauf innerhalb der Speicherstraße       | Verlauf innerhalb der Speicherstraße       |
| Strecke mit Straßenbrücke |                      | Friedensbrücke, B 44                       | Friedensbrücke, B 44                       |
| Strecke mit Straßenbrücke |                      | Holbeinsteg                                | Holbeinsteg                                |
| Strecke mit Straßenbrücke |                      | Untermainbrücke                            | Untermainbrücke                            |
| Kreuzung mit U-Bahn mit Tunnelstrecke |                      | U-Bahn-Tunnel A-Strecke ~                  | U-Bahn-Tunnel A-Strecke ~                  |
| Haltepunkt / Haltestelle |                      | Eiserner Steg (für Museumszüge)            | Eiserner Steg (für Museumszüge)            |
| ehemaliger Haltepunkt / Haltestelle |                      | Fahrtor                                    | Fahrtor                                    |
| Strecke mit Straßenbrücke |                      | Alte Brücke                                | Alte Brücke                                |
| Strecke mit Straßenbrücke |                      | Ignatz-Bubis-Brücke, B 3                   | Ignatz-Bubis-Brücke, B 3                   |
| Strecke mit Straßenbrücke |                      | Flößerbrücke, B 3                          | Flößerbrücke, B 3                          |
| Kreuzung mit Tunnelstrecke |                      | City-Tunnel Frankfurt ~ ,                  | City-Tunnel Frankfurt ~ ,                  |
| Verschwenkung von links · Verschwenkung von rechts (Strecke außer Betrieb) |                      | Neutrassierung (links)                     | Neutrassierung (links)                     |
| Strecke · Dienststation / Betriebs- oder Güterbahnhof (Strecke außer Betrieb) |                      | Großmarkthalle                             | Großmarkthalle                             |
| Haltepunkt / Haltestelle · Strecke (außer Betrieb) |                      | Europäische Zentralbank                    | Europäische Zentralbank                    |
| Kreuzung geradeaus unten · Kreuzung geradeaus unten (Strecke geradeaus außer Betrieb) |                      | Deutschherrnbrücke, Frankfurt-Hanauer-Bahn | Deutschherrnbrücke, Frankfurt-Hanauer-Bahn |
| Strecke mit Straßenbrücke · Strecke (außer Betrieb) |                      | Honsellbrücke                              | Honsellbrücke                              |
| Bahnübergang · Bahnübergang (Strecke außer Betrieb) |                      | Intzestraße                                | Intzestraße                                |
| Blockstelle · Haltepunkt / Haltestelle (Strecke außer Betrieb) |                      | Hist. Eisenbahn Ffm/Riederhöfe             | Hist. Eisenbahn Ffm/Riederhöfe             |
| Verschwenkung nach links · Verschwenkung nach rechts (Strecke außer Betrieb) |                      |                                            |                                            |
| Tunnelanfang |                      | Ratswegkreisel, A 661, B 8/B 40            | Ratswegkreisel, A 661, B 8/B 40            |
| Abzweig geradeaus und von rechts (im Tunnel) |                      | von Osthafen 1 – Unterhafen                | von Osthafen 1 – Unterhafen                |
| Tunnelende |                      |                                            |                                            |
| Verschwenkung nach links · Strecke nach halbrechts und von links |                      | von Frankfurt (Main) Ost Umschlagbahnhof   | von Frankfurt (Main) Ost Umschlagbahnhof   |
| Strecke von links (außer Betrieb) · Kreuzung geradeaus unten (Querstrecke außer Betrieb) |                      | Lahmeyerbrücke (heute Fußgängerbrücke)     | Lahmeyerbrücke (heute Fußgängerbrücke)     |
| Strecke (außer Betrieb) · Dienststation / Betriebs- oder Güterbahnhof |                      | Bahnhof Osthafen                           | Bahnhof Osthafen                           |
| Strecke nach links (außer Betrieb) · Abzweig geradeaus und ehemals von rechts |                      | ehem. Industriebahn Seckbach               | ehem. Industriebahn Seckbach               |
| Abzweig geradeaus und von rechts |                      | von Osthafen 2 – Oberhafen                 | von Osthafen 2 – Oberhafen                 |
| |                      |                                            |                                            |
| Quellen: |                      |                                            |                                            |

Die Städtische Verbindungsbahn (kurz:  Verbindungsbahn) ist eine Eisenbahninfrastruktur im Eigentum der Stadt Frankfurt am Main und wesentlicher Teil der Hafenbahn Frankfurt.

## Vorgeschichte

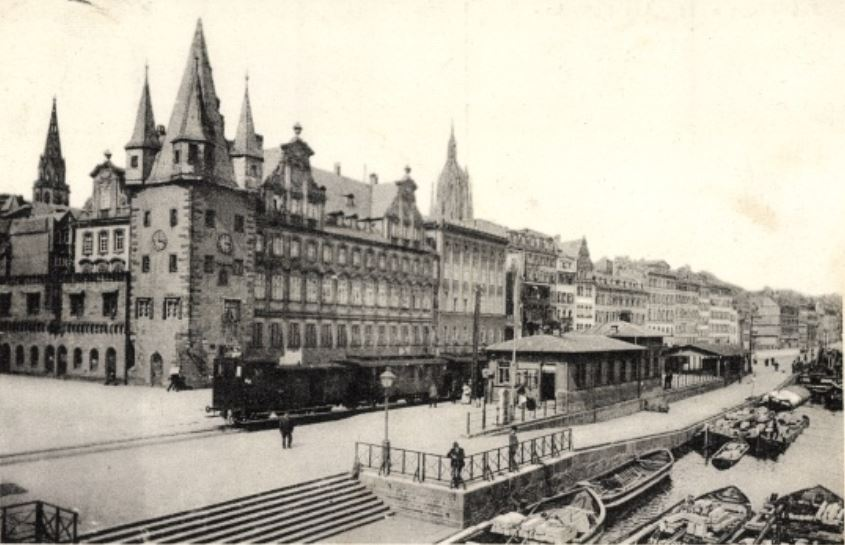
Verbindungsbahn, Haltepunkt Fahrtor, um 1912

Die ersten Eisenbahnen, die Frankfurt am Main erreichten (die Taunus-Eisenbahn, die Bahnstrecke Frankfurt am Main–Heidelberg, die Main-Weser-Bahn und die Hanauer Bahn), endeten jeweils in eigenen Kopfbahnhöfen am damaligen Stadtrand – die drei erstgenannten Linien in den Frankfurter Westbahnhöfen, die Eisenbahn von Hanau im Osten der Stadt. Die Verkehrspolitik der Freien Stadt Frankfurt war zunächst einem historisch überkommenen Konzept verhaftet, nämlich die Verbindung der Bahnen zwischen Ost und West nicht zu fördern, sondern analog zu einem Stapelrecht die Wirtschaft der Stadt zu fördern, indem die Waren hier umgeladen werden mussten. Dies hatte zur Folge, dass der durchgehende Waren- und Personentransport nur nach zweimaligem Umladen oder Umsteigen möglich war und das Verkehrsaufkommen in der Stadt stark belastete. Außerdem setzte diese Politik die Stadt der Gefahr aus, ins Abseits gedrängt zu werden, sobald durchgehende Eisenbahnverbindungen, die diese West-Ost-Verkehrsleistung zu erbringen in der Lage waren, in benachbarten Staaten in Betrieb gingen.
1854 erreichte die bayerische Ludwigs-West-Bahn den Anschluss an die Hanauer Bahn, die damit zu einer Fernbahn aufstieg und deren Verkehrsaufkommen sich entsprechend erhöhte. Damit stieg die Belastung für den innerörtlichen Verkehr Frankfurts. 1858 wurde der Betrieb auf der Rhein-Main-Bahn der Hessischen Ludwigsbahn-Gesellschaft (HLB) im benachbarten Großherzogtum Hessen aufgenommen. Die Strecke führte von Mainz über Darmstadt nach Aschaffenburg und leistete damit genau den durchgehenden Fernverkehr, den Frankfurt bisher verweigerte.
Um nicht ins Abseits zu geraten, musste die Freie Stadt Frankfurt nun eine eigene Verbindung zwischen dem Hanauer Bahnhof und den Westbahnhöfen schaffen. Dies geschah mit der Verbindungsbahn.

## Geschichte
Am 31. Juli 1859 – nach anderer Quelle bereits am 31. Januar 1859 – wurde die damals circa sechs Kilometer lange Strecke, die weitgehend am nördlichen Mainufer entlangführt, dem Verkehr übergeben. Den Betrieb führte zunächst die Frankfurt-Hanauer Eisenbahn-Gesellschaft (FHE). Nachdem die Betriebsführung bereits ab dem 1. Januar 1863 an die Hessische Ludwigsbahn übergegangen war, übernahm diese die FHE 1872 schließlich komplett.
Nach der Annexion der Freien Stadt Frankfurt durch das Königreich Preußen 1866 in der Folge des Preußisch-Österreichischen Krieges blieb die Verbindungsbahn aber in kommunalem Eigentum – im Gegensatz zu den Frankfurter Anteilen an den beiden Kondominalbahnen Main-Neckar-Eisenbahn-Gesellschaft und Main-Weser-Bahn.
Bis zum 1. Juni 1869 fand auf der Strecke nur Güterverkehr statt. Nachdem 1868 die Frankfurt-Bebraer Eisenbahn durch die Preußische Staatseisenbahn fertiggestellt worden war, die Steinheimer Mainbrücke bei Hanau aber noch nicht, wurde der Verkehr dieser Strecke ab dem 15. Dezember 1868 – nach anderer Quelle erst seit dem 1. Juni 1869 – über die Verbindungsbahn bis zu den Westbahnhöfen geführt. Damit fuhren hier erstmals auch Personenzüge, unter anderem auch Schnellzüge. Dieser Verkehr endete am 14. November 1873, als die Steinheimer Mainbrücke in Betrieb ging, die Frankfurt-Bebraer Eisenbahn nun auf dem linken Mainufer verkehrte und über den Bebraer Bahnhof (heute: Frankfurt (Main) Süd) in die Westbahnhöfe geleitet wurde.

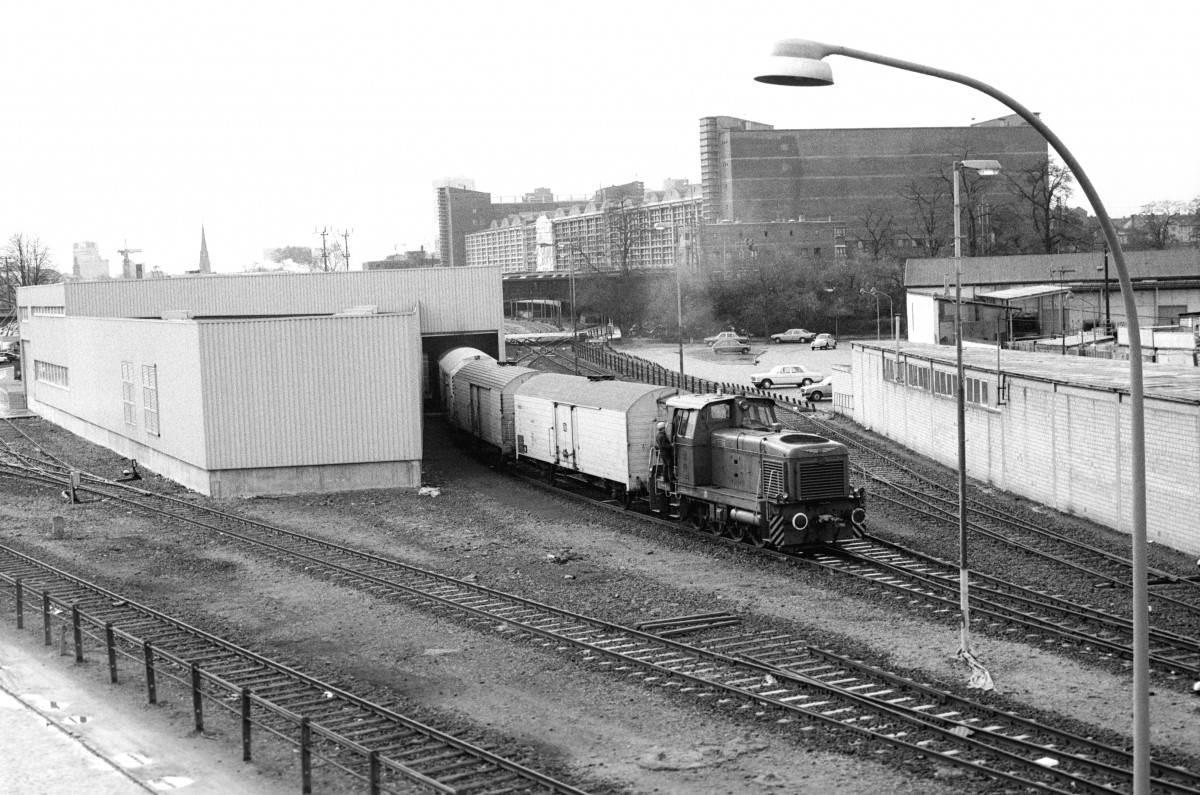
Lok D 6 holt an der Großmarkthalle Bananenwagen ab, 24. März 1983.

Im Jahre 1880 wurde die Verbindungsbahn um 1,7 Kilometer nach Westen bis Griesheim verlängert und erhielt damit Anschluss an die Main-Lahn-Bahn. Diese wurde seit 1877 von der Hessischen Ludwigsbahn, die zwischen Limburg an der Lahn und den Frankfurter Westbahnhöfen fuhr, betrieben. Damit bestand eine durchgehende Infrastruktur in der Hand der HLB von der Main-Lahn-Bahn über die Verbindungsbahn zur Hanauer Bahn. Die Hessische Ludwigsbahn nutzte das, um ab dem 3. Dezember 1880 auch im Personenverkehr durchgehende Züge verkehren zu lassen bzw. zumindest die Westbahnhöfe zu entlasten und trotzdem die Innenstadt zu erreichen. Im innerstädtischen Bereich wurde dazu der Haltepunkt Frankfurt (Main) Fahrtor eingerichtet. Betriebliches Problem dabei war, dass der Hanauer Bahnhof in Frankfurt für solche Züge nur mit einer Sägefahrt zu erreichen war. Auch die Westbahnhöfe konnten nur über eine Spitzkehre im Bereich des Westhafens erreicht werden, mit Eröffnung des Hauptbahnhofs 1888 wurde eine hydraulische Hebebühne in Betrieb genommen, mit deren Hilfe einzelne Güterwagen die Ebene wechseln konnten.
Am 1. April 1897 wurde die HLB verstaatlicht und dadurch Teil der Preußisch-Hessischen Eisenbahnbetriebs- und Finanzgemeinschaft. Der Personenverkehr blieb zunächst bestehen, endete aber am 1. April 1913, als die Bahnstrecke Frankfurt–Hanau über den neu errichteten Ostbahnhof und die Deutschherrnbrücke mit dem Südbahnhof verbunden wurde. Zwar verlor die Verbindungsbahn damit ihre Bedeutung für durchgehende Züge (im letzten Jahr 4250 Personen- und 6170 Güterzüge), gewann aber mit der Eröffnung des Frankfurter Osthafens ebenfalls 1913 erheblich an Bedeutung als Frankfurter Hafenbahn.  Wegen des Osthafens wurden zum einen die Gleise in die Lindleystraße verlegt, zum anderen wurde die östliche Verbindung zur Staatsbahn weiter nach Osten an den heutigen Ort verlegt.
Die Stadt Frankfurt gründete als Eigenbetrieb die Städtische Hafenbahn als Eisenbahninfrastruktur- und Eisenbahnverkehrsunternehmen. Deren Bedeutung für die neu entstehenden Hafenanlagen, Industriegebiete an der Hanauer Landstraße und die Großmarkthalle wuchs bis zum Zweiten Weltkrieg ständig an, der durch die Luftangriffe auf Frankfurt am Main erhebliche Beschädigungen an den Anlagen verursachte.
Als nach Kriegsende 1945 alle Eisenbahnbrücken über den Main zerstört waren, erlangte die Verbindungsbahn erneut Bedeutung für den überörtlichen Verkehr: Sie stellte die einzige benutzbare Eisenbahnverbindung zwischen den westlichen und den östlichen Gleisanlagen der Stadt dar. So kam auch wieder ein bescheidener Personenverkehr zustande: Die Kleinbahn Frankfurt–Königstein führte ihre Züge vom 13. Juli bis zum 30. September 1945 aus dem Taunus über die Stationen Frankfurt-Höchst, Nied und Griesheim bis zum Bahnhof Frankfurt-Mainkur. Weitere provisorische Zugangsstellen waren Telegraphen-Zeugamt, Westhafen, Fahrtor, Großmarkthalle, Osthafenplatz und Riederhöfe. Zusätzlich zu den insgesamt 1139 FK-Personenzügen verkehrten täglich bis zu 70 Güterzüge.
Noch bis in die 1960er Jahre wurde die Verbindungsbahn vom US-Militär genutzt, das nahe der Großmarkthalle ein Lager betrieb. Aufgrund der strategischen Bedeutung wurde zumindest das Hauptgleis während des Kalten Krieges regelmäßig instand gehalten.
Ende der 1990er Jahre wurden die Gleise westlich der Friedensbrücke sowie 2003 am Unterhafen des Osthafens neu verlegt. Das alte Gleis in der Lindleystraße wurde aufgegeben und stattdessen eines der Gleise direkt am Nordbeckenkai des Osthafens zwischen Honsellbrücke und Schwedlersee saniert. 2005 wurde das Gleis im Bereich der Parkanlage Nizza
erneuert, teilweise als Rasengleis.

## Heutige Bedeutung

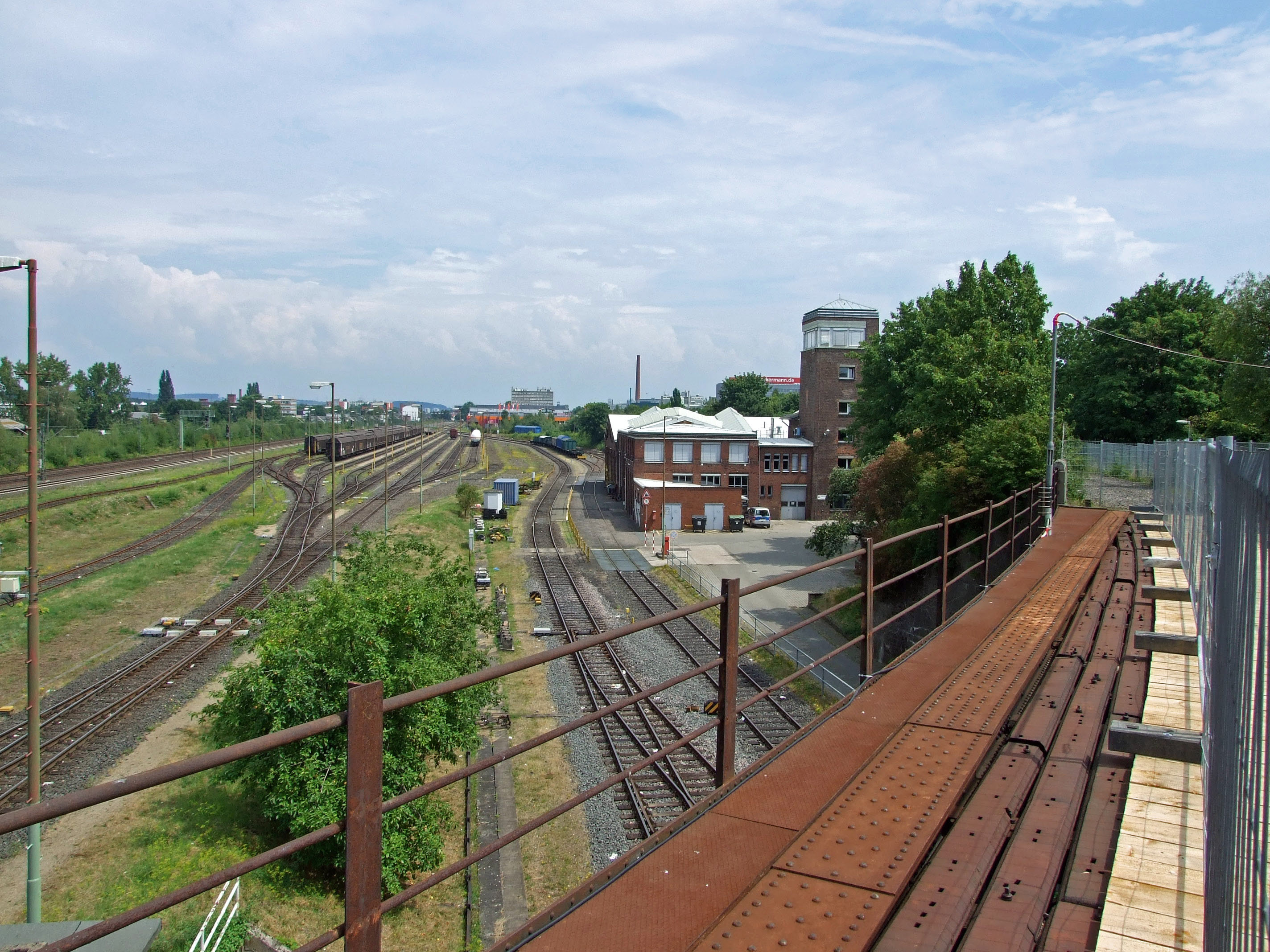
Blick von der Lahmeyerbrücke auf den Osthafen-Bahnhof
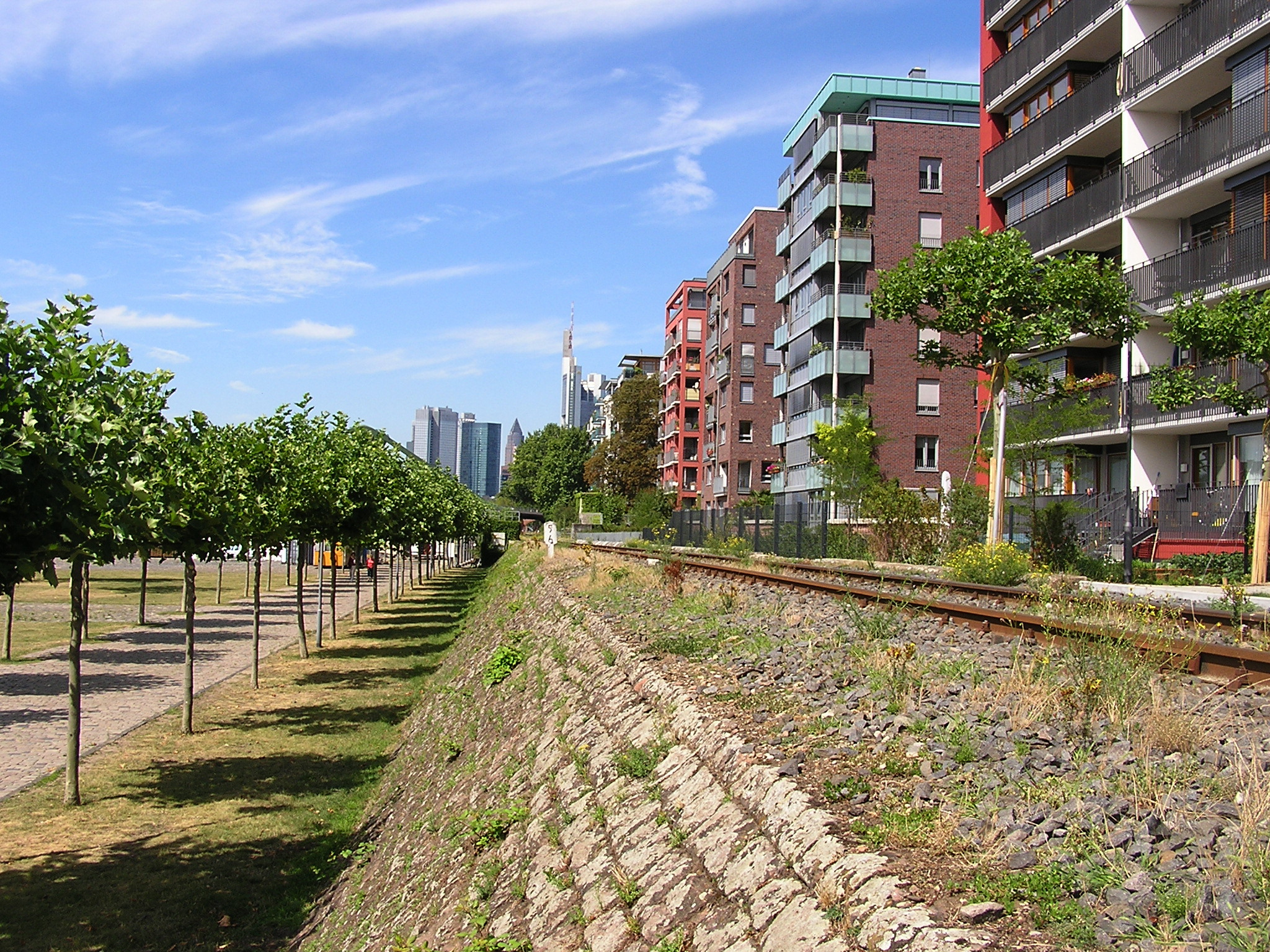
Die Verbindungsbahn kurz vor dem Osthafen, Blick nach Westen
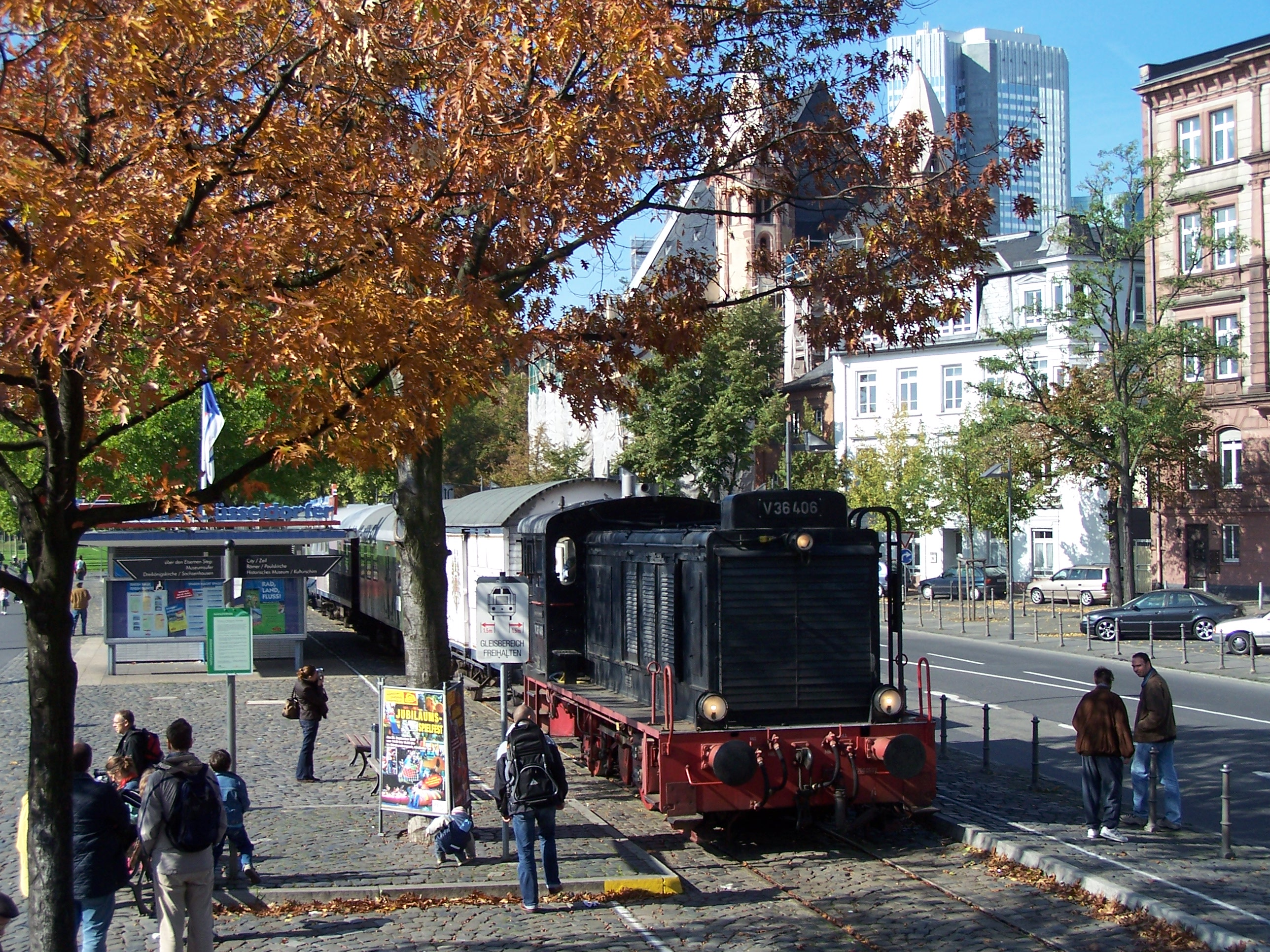
Sonderzug der HEF am Eisernen Steg
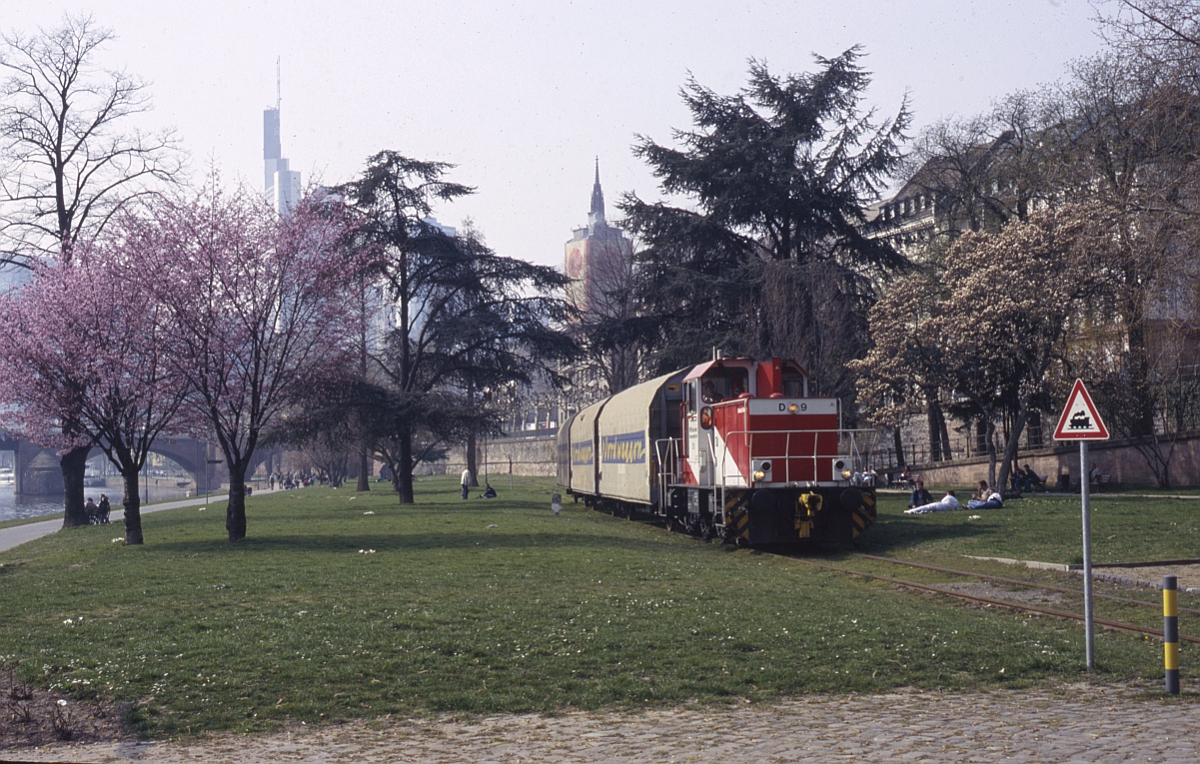
Neckermann-Pendelzug unterhalb der Obermainbrücke Richtung Osthafen
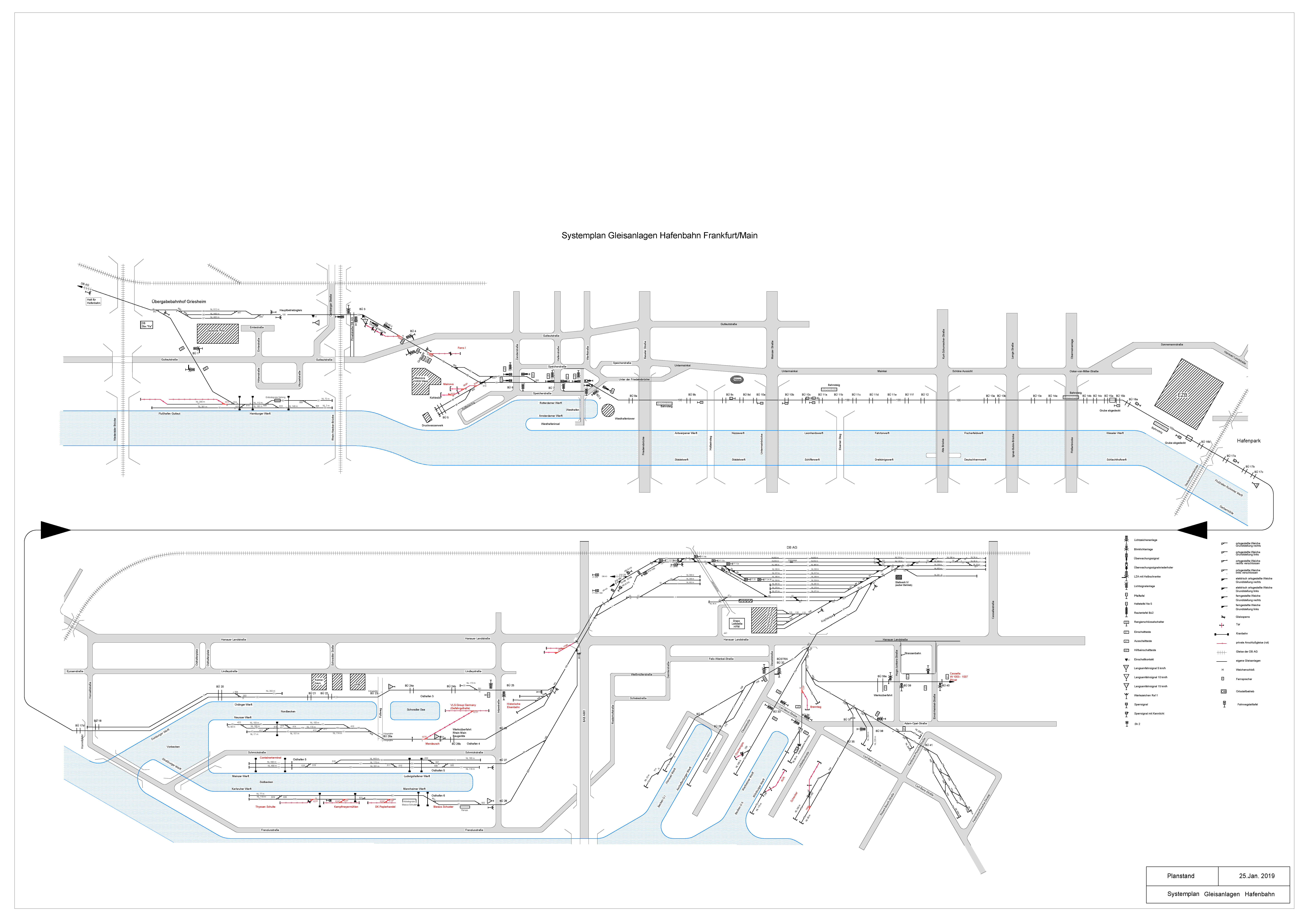
Gleisnetz der HFM Managementgesellschaft für Hafen und Markt mbH

2005 verkehrten auf der Verbindungsbahn im Güterverkehr Übergabefahrten der Hafenbahn sowie bei Störungen in Frankfurt Süd auch anderer Unternehmen; im Personenverkehr seit dem 18. Februar 1979 regelmäßig historische Personensonderzüge der Historischen Eisenbahn Frankfurt (HEF).
Die Hafenbahn der HFM Managementgesellschaft für Hafen und Markt mbH verfügt über ein Gleisnetz von 52 Kilometern, 30 Mitarbeiter und drei Lokomotiven vom Typ Krauss-Maffei MH 05 Diesel, mit denen 2017 728.609 Tonnen Güter transportiert wurden. Als Schnittstellen zum Schienennetz der Deutschen Bahn dienen der Rangierbahnhof Frankfurt am Main Ost-Güterbahnhof und der Übergabebahnhof Frankfurt am Main-Griesheim.
Die Hafenbahn verfügt über eine Betriebswerkstatt für die Fahrzeuginstandhaltung und -unterhaltung mit zwei Gleisen mit einer Nutzlänge von je 43 Metern. Im Bereich Bahnlogistik bietet sie neben den klassischen Dienstleistungen wie Ganzzugverkehre, Hafen-Binnenverkehre und Güterwagendisposition auch weitere Serviceleistungen an, wie zum Beispiel Wagenmeisterdienste und Wagenprüferdienste, Vermietung von Diesellokomotiven und Personalgestellung im Rangierdienst.
Im Zuge der Neugestaltung des Areals der ehemaligen Großmarkthalle und des Neubaus der Europäischen Zentralbank sowie der Gestaltung der verbleibenden Flächen als öffentliches Gelände wurde das Hauptgleis der Verbindungsbahn zwischen den als Denkmal erhaltenen Ladekränen und der Honsellbrücke neu trassiert. Zudem wurden an der östlichen und der westlichen Grenze des Sicherheitsbereichs Fallgruben für Kraftfahrzeuge eingebaut, die ein Befahren des Sicherheitsbereichs verhindern sollen. Im April 2015 ist für Personenzüge zusätzlich der Haltepunkt an der EZB hinzugekommen. Genutzt wird das Gleis heute in der Regel nur noch für Sonderverkehre.